# Stazione di Laives
Stazione di Laives vasútállomás Olaszországban, Trentino-Alto Adige régióban, Laives településen.

## Vasútvonalak
Az állomást az alábbi vasútvonalak érintik:
- Brenner-vasútvonal

## Kapcsolódó állomások
A vasútállomáshoz az alábbi állomások vannak a legközelebb: 
- Stazione di Bolzano
- Stazione di Bronzolo